# Attilio Zuccagni
Attilio Zuccagni (né le 10 janvier 1754 à Florence et mort le 21 octobre 1807 dans cette même ville) était un médecin, un naturaliste et un botaniste italien.